# 시놀로지

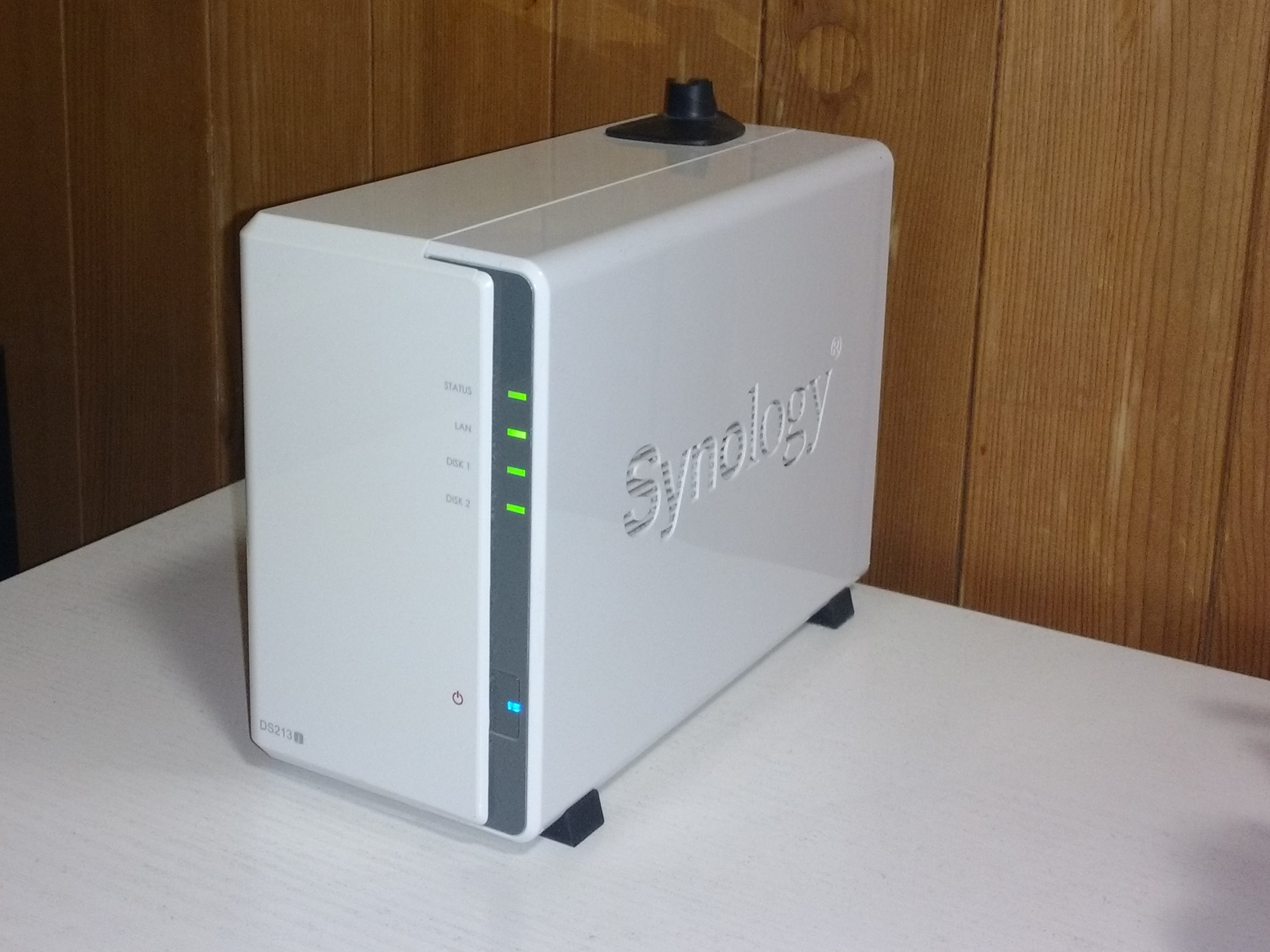
시놀로지 디스크스테이션 DS213j NAS

시놀로지(Synology Inc., 중국어: 群暉科技)는 네트워크 결합 스토리지(NAS) 어플라이언스를 전문으로 하는 타이완의 기업이다. 시놀로지의 NAS 계열은 데스크톱 모델의 경우 디스크스테이션(DiskStation), 올플래시 모델의 경우 플래시스테이션(FlashStation), 랙 마운트 모델의 경우 랙스테이션(RackStation)이 있다. 시놀로지의 제품들은 전 세계적으로 확산되어 있으며 여러 언어로 지역화되어 있다. 시놀로지의 본사는 타이완 타이베이시에 있으며 전 세계적으로 여러 지사를 두고 있다.
2018년, 제품 리뷰 웹사이트 와이어커터는 시놀로지를 두고 와이파이 라우터 분야에서는 여전히 신입이지만 "중소기업 및 홈 NAS 부문에서 장기간 리더"라고 기술하였다.

## 모델 번호
시놀로지의 기기들은 기기들의 모델 번호가 있는데, 모델 번호로 해당 기기의 출시 연도 등 정보를 확인할 수 있다. DiskStation 제품군은 모델 번호 앞에 'DS'가 붙는다. FlashStation 제품군은 앞에 'FS'가 붙으며 RackStation 제품군은 앞에 'RS'가 붙는다. 그 후에 있는 숫자들은 앞에서부터 장착 가능한 하드디스크 배이 개수, 출시 연도이다. 그리고 숫자 뒤에 있는 +는 플래그십 모델, j는 보급형 모델을 의미한다. 예시로, DS923+는 DiskStation 제품군의 9배이 제품이며 2023년에 출시된 플래그십임을 알 수 있다.

## 같이 보기
- 대만의 기업 목록